# ТРДД-50
ТРДД-50 — малогабаритный двухконтурный турбореактивный двигатель (ТРДД) одноразового применения. Название является аббревиатурой от слов «ТурбоРеактивный Двухконтурный Двигатель». Предназначен для установки на дозвуковых летательных аппаратах.

## История

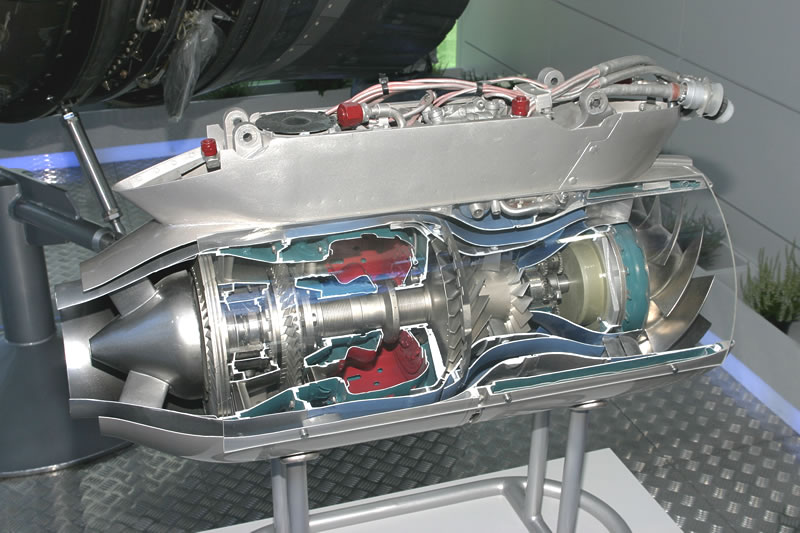
Разрезной макет двигателя ТРДД-50АТ (фото с выставки МАКС-2005)

Изначально ТРДД-50 предназначался для крылатой ракеты (КР) авиационного базирования Х-55 (РКВ-500; обозначение НАТО — AS-15 «Kent»), разработки МКБ «Радуга». Разработан в конце 1970-х годов Омским моторостроительным конструкторским бюро. Является ответом на американские КР типа BGM-109 «Томагавк» с двигателем F107. По ряду показателей ТРДД-50 превосходит двигатель F107. Тем не менее, качества двигателя позволяют использовать его для широкого круга летательных аппаратов — от КР разных типов до БЛА (разведчики, мишени).
Во второй половине 1970-х Министерство авиационной промышленности (МАП) поручило ОМКБ (главный конструктор Пащенко Виктор Степанович) разработать двухконтурный турбореактивный двигатель для крылатых ракет разработки МКБ «Радуга», руководителем которого был Игорь Селезнёв. В последующем к этому заданию присоединилось и ОКБ «Новатор» (главный конструктор Лев Люльев). Решению о разработке также способствовало твёрдое мнение специалистов ЦИАМ, которые прекрасно знали способности конструкторов и потенциальные возможности ОМКБ.
Работы по созданию ТРДД-50 начались в 1976 году и проходили весьма успешно. В основу конструкции были положены лучшие наработки конструкторов ОМКБ. Двигатель был своевременно поставлен для проведения лётных испытаний. В 1980 году были успешно проведены государственные испытания компоновки двигателя с пилоном («Изделие 36», для МКБ «Радуга»), а через некоторое время другой — «встроенной» компоновки («Изделие 36-01», для ОКБ «Новатор»). Эти испытания стали триумфом для ОМКБ, учитывая, что параллельно велись напряжённые работы по доводке и подготовке к государственным испытаниям двигателей ТВД-10Б и ВСУ-10.
После проведения государственных испытаний двигателя ТРДД-50 техническая документация была передана на моторостроительный завод «Рыбинские моторы» (позже вошедший в состав НПО «Сатурн») для освоения серийного производства.
Однако такое же задание (разработка двухконтурного турбореактивного двигателя одноразового применения) получило МНПО «Союз» (руководитель — Фаворский Олег Николаевич). Параллельно с работой по созданию двигателя ТРДД-50 начинается разработка подобного двигателя (Р95-300, «изделие 95») на те же объекты. После завершения государственных испытаний вся документация по «изделию 95» была передана на «Запорожский моторостроительный завод» для освоения его серийного производства.
Перед МАП возникла дилемма — какому из этих двух двигателей дать «зелёную дорогу». Вопрос был поставлен на обсуждение в научно-техническом совете МАП. С одной стороны, ТРДД-50 превосходил конкурента по живучести, с другой, по вине этого двигателя окончились неудачей несколько испытательных пусков. В итоге на совете было принято решение о запуске в крупносерийное производство «изделия 95», закрыв таким образом дорогу в жизнь на многие годы двигателю ТРДД-50.
С распадом СССР единственный производитель двигателя Р95-300 остался на Украине. В связи с этим было решено возобновить выпуск «изделия 36» для замены исчерпавших ресурс Р95-300 и оснащения новых КР.
НПО «Сатурн» совместно с ОМКБ начиная с 2000 года вело работы по восстановлению производства (для замены двигателей Р95-300) и ремонту «изделия 36». В частности, в крупносерийное производство запущены модификации базовой модели ТРДД-50 — двигатели ТРДД-50А и ТРДД-50АТ. На самом же ОМКБ разработали и наладили выпуск ещё одной модификации — двигателя ТРДД-50Б («Изделие 37»).
В настоящее время на обоих предприятиях идёт активный выпуск различных модификаций двигателя ТРДД-50. Кроме того, продолжается активный процесс модернизации старых и разработки новых перспективных крылатых ракет, где используется ТРДД-50.

## Интересные факты
- На одних испытаниях присутствовали сразу два двигателя - ТРДД-50 и Р95-300. Первым испытывался Р95-300. Прежде чем запустить двигатель, представители МНПО «Союз» тщательно пропылесосили испытательный стенд. После настала очередь ТРДД-50. Представителей ОМКБ спросили, будут ли они пылесосить стенд, на что они очень удивились и сказали «нет».
- Высказывалось интересное предложение — дополнительно оснастить пассажирские авиалайнеры парой двигателей ТРДД-50. Расчёт был на то, что если откажут сразу все двигатели, то запускаются ТРДД-50. Тяги для продолжения полёта было бы слишком мало, однако её вполне хватило бы на осуществление управляемой посадки. Предложение не нашло поддержки.
- Свои первые испытательные полёты КР Х-55 проходила с двигателем ТРДД-50, т.к. на тот момент он был более доведённым, чем Р95-300.
- Моторостроительный завод им. П. И. Баранова, располагающийся на одной территории с ОМКБ, отказался от предложения по налаживанию серийного выпуска двигателя ТРДД-50.

## Характеристики двигателя ТРДД-50
Особенности двигателя:
- Двухконтурный двухвальный турбореактивный двигатель с соосными валами контуров низкого и высокого давления.
- Контур высокого давления — оседиагональный компрессор (одна осевая ступень и одна диагональная) и одноступенчатая осевая турбина.
- Контур низкого давления — одноступенчатый вентилятор с широкохордными лопатками и одноступенчатая осевая турбина.
- Кольцевая полупетлевая камера сгорания с вращающейся форсункой.
- Автономная маслосистема.
- Электронно-гидравлическая система регулирования.
- Встроенный электрогенератор мощностью 4 кВт.
- Высокая топливная экономичность.
- Стойкость к попаданию на вход мелких посторонних предметов (птицы, пыль и др.).
- Стойкость к воздействию ударных и тепловых волн.
- Способность к самопроизвольному выходу из помпажа после исчезновения вызвавшей его причины.
- Надёжный запуск во всём диапазоне внешних условий эксплуатации (t от −50 С° до +60 С°, высота до 10000 м).
- Длительный режим работы — до 10 ч (по проекту, возможна более длительная работа).
- Высокая надёжность — 1 отказ на 1000 запусков (по проекту).
- Возможность работы на максимальном режиме до 1-2 ч.
- Высокая приёмистость.
- Возможность отбора воздуха на нужды летательного аппарата.

Технические данные ТРДД-50АТ:
- Максимальная тяга — 450 кгс.
- Удельный расход топлива на максимальном режиме — 0,71 кг/кгс*ч.
- Диаметр — 330 мм.
- Длина — 850 мм.
- Сухой вес — 82 кг.
- Используемое масло - ВТ-301.
- Используемое топливо — Т-1 (авиационный керосин), Т-6, Т-10 (децилин), ТС-1, РТ.

## Объекты, куда может устанавливаться ТРДД-50
- Х-55 (в т.ч. на модификациях: Х-65, Х-555)
- 3М10
- Х-59
- Х-101/102
- Х-35
- 3М14
- 3М54

## Применение
В ходе сирийской операции российские войска в ноябре 2015 года впервые применили крылатые ракеты Х-101.
7 октября корабли Каспийской флотилии выполнили 26 пусков крылатых ракет морского базирования «Калибр» (что стало первым их боевым применением) из акватории Каспийского моря, уничтожив 11 целей на территории Сирии. 20 ноября корабли Каспийской флотилии выполнили 18 пусков крылатых ракет, поразив 7 целей на территории Сирии. 8 декабря 2015 года удары крылатыми ракетами по целям в Сирии произвела подводная лодка «Ростов-на-Дону», находившаяся в акватории Средиземного моря.

## Разработки на базе ТРДД-50
Разработки НПО «Сатурн»:
- ТРДД-50А («Изделие 36М», предназначен для крылатых ракет авиационного базирования).
- ТРДД-50АТ («Изделие 36МТ», предназначен для тактических ракет Х-59МЭ, Х-59МК, Х-35Э).

Разработки ОАО «ОМКБ»:
- ТРДД-50Б («Изделие 37», предназначен для крылатых ракет морского базирования типа «Club», разработки ОКБ «Новатор»; этими ракетами оснащаются перспективные ударные ПЛ).

## Аналоги
- Р95-300 (АМНТК «Союз»).
- Williams F107 («Williams International»).
- Teledyne CAE J402